# Лабелль, Гэбриел
Гэбриел Лабелль (англ. Gabriel LaBelle; род. 20 сентября 2002 года, Ванкувер, Британская Колумбия, Канада) — канадский актёр, наиболее известный по главным ролям в фильмах «Фабельманы» и «Шоу субботним вечером». Номинант на премию «Золотой глобус».

## Биография
Гэбриел Лабелль родился в 2002 году в Ванкувере в семье актёра Роба Лабелля. Он начал интересоваться актёрским мастерством в возрасте восьми лет в летнем лагере, где играл в музыкальных постановках. В 2013 году дебютировал на телевидении, в канадском сериале «Мотив», продюсером которого был его отец. В 2017 году снялся в инди-фильме ужасов «Мертвая лачуга», в 2018 — в фильме «Хищник». В 2020 году решил полностью посвятить себя актёрской карьере и поступил на драматическую программу Университета Конкордии, но вынужден был посещать занятия виртуально из-за пандемии. Позже он получил роль в сериале «Новый вишнёвый вкус». В фильме Стивена Спилберга «Фабельманы» (2022) Лабелль сыграл главную роль, причём его персонаж основан на детских впечатлениях самого режиссёра.

## Фильмография
| Год       |   | Русское название          | Оригинальное название   | Роль           |
| --------- | - | ------------------------- | ----------------------- | -------------- |
| 2013—2016 | с | Мотив                     | Motive                  | Чэд Чэйз       |
| 2015—2019 | с | Я — зомби                 | iZombie                 | Чарли          |
| 2017      | ф | Лачуга смерти             | Dead Shack              | Колин          |
| 2017      | ф | Макс 2: Герой Белого Дома | Max 2: White House Hero | Альфред        |
| 2018      | ф | Хищник                    | The Predator            | Эджей          |
| 2021      | с | Новый вишнёвый вкус       | Brand New Cherry Flavor | Тим Натанс     |
| 2022      | ф | Фабельманы                | The Fabelmans           | Сэм Фабельман  |
| 2022      | с | Американский жиголо       | American Gigolo         | Колин Страттон |
| 2024      | ф | Шоу субботним вечером     | Saturday Night          | Лорн Майклз    |
| 2024      | ф | Закусочная                | Snack Shack             | Лось           |